# Alinen Aittojärvi
Alinen Aittojärvi eller Ozero Ayto-Yarvi (finska: Alinen Aittojärvi) är en sjö i Finland. Den ligger i kommunen Ilomants i landskapet Norra Karelen, i den östra delen av landet, 500 km nordost om huvudstaden Helsingfors. Alinen Aittojärvi ligger 179,2 meter över havet. Arean är 84,8 hektar och strandlinjen är 8,43 kilometer lång. Sjön  ingår i Vuoksens huvudavrinningsområde.   I omgivningarna runt Alinen Aittojärvi växer i huvudsak barrskog.